# اسب دره‌شوری
اسب دره‌شوری یکی از نژادهای اسب بومی ایران است که توسط طایفه دره‌شوری از ایل قشقایی پرورش داده می‌شود.

## ویژگی‌ها
اسب دره‌شوری دارای بدنی عضلانی و قوی، با استقامت بالا و مناسب برای مناطق کوهستانی است. این اسب دارای پاهای مقاوم، سم‌های سخت و مناسب برای مسیرهای ناهموار می‌باشد.

## ژنتیک
اسب دره‌شوری از نظر ژنتیکی از گروه اسب‌های ایرانی با ارتباط نزدیک به اسب عربی و اسب کرد شناخته می‌شود. این نژاد دارای صفات بارزی از جمله مقاومت در برابر بیماری‌های بومی، قدرت بدنی و توانایی در مسیرهای سخت است. برخی پژوهش‌های غیررسمی به شباهت ژنتیکی این اسب با اسب‌های آسیای غربی اشاره دارند. تاکنون مطالعات محدود دانشگاهی در این زمینه انجام شده و نیاز به پژوهش‌های تخصصی بیشتر در حوزه ژنتیک این نژاد وجود دارد.

## پیشینه
اسب دره‌شوری در میان طایفه دره‌شوری از ایل قشقایی جایگاه فرهنگی و تاریخی ویژه‌ای دارد. این اسب‌ها از گذشته‌های دور نه‌تنها وسیله‌ای برای حمل‌ونقل و کارهای روزمره بوده‌اند، بلکه نقش مهمی در ساختار اجتماعی و نظامی طایفه داشته‌اند.
محمد بهمن‌بیگی، نویسنده و بنیان‌گذار آموزش عشایری، در کتاب بخارای من ایل من به اهمیت اسب دره‌شوری در میان طایفه اشاره کرده و می‌نویسد:
«همه طوایف در مقابل زیبایی و نجابت اسب‌های طایفه دره‌شوری لنگ انداختند. زندگی دره‌شوری و اسب درهم آمیخته بود. اگر اسب از طایفه گرفته می‌شد، از دره‌شوری چیزی جز بیابان نمی‌ماند.»
این گفته نشان‌دهنده ارتباط عمیق میان طایفه و اسب دره‌شوری است. اسب‌های این طایفه از نظر ویژگی‌های فیزیکی، دارای جثه‌ای قوی، عضلانی و مناسب برای شرایط سخت منطقه‌ای بوده‌اند.
بر اساس منابع تاریخی، اسب‌های دره‌شوری در گذشته به‌عنوان اسب جنگی نیز به‌کار گرفته می‌شدند. این اسب‌ها بخشی از نیروی سواره‌نظام طایفه را تشکیل داده و در دفاع از ایل و سرزمین نقش داشته‌اند. به نوشته منوچهر کیانی در کتاب سیاه‌چادرها، در آغاز قرن ۱۴ هجری قمری، طایفه دره‌شوری بیش از ۲۵۰۰ تا ۳۰۰۰ سوار مسلح با اسب‌های دره‌شوری در اختیار داشته است.
اسب دره‌شوری به دلیل تطابق با شرایط اقلیمی مناطق کوهستانی، استقامت و قدرت بدنی، در میان طوایف قشقایی و مناطق اطراف شناخته شده است. اگرچه امروزه تعداد این اسب‌ها کاهش یافته، اما همچنان در برخی مناطق توسط خانواده‌های طایفه دره‌شوری پرورش داده می‌شوند.

## شجره‌نامه
اسب دره‌شوری در میان طایفه دره‌شوری همانند خودشان دارای نظام سنتی شجره‌نامه است که بر اساس انتقال شفاهی و ثبت‌های غیررسمی شکل گرفته است. بسیاری از این اسب‌ها دارای نام‌های خاصی هستند که نسل به نسل منتقل شده‌اند. برخی از این اسب‌ها، نژاددهندگان اصلی شناخته می‌شوند و نقش مه می در حفظ ویژگی‌های این نژاد ایفا کرده‌اند.
از جمله اسامی اسب‌های شناخته‌شده در میان اسب‌های دره‌شوری می‌توان به سلیمی، سالار، کریم‌خان، یال‌قزل، کوهسار، قره‌گز، توفان، پرچم و سفیدرخ اشاره کرد. این اسب‌ها اغلب دارای ویژگی‌هایی مانند استقامت بالا، قدرت عضلانی و سازگاری با شرایط کوهستانی بوده‌اند.
با این حال، این شجره‌نامه‌ها بیشتر به‌صورت سنتی در میان خانواده‌های اسب‌دار حفظ شده‌اند و تاکنون به‌طور رسمی در سامانه‌های جهانی ثبت نژاد اسب (مانند WBA یا FAO) ثبت نشده‌اند.

## وضعیت کنونی
جمعیت اسب‌های دره‌شوری در سال‌های اخیر کاهش یافته است. تغییر سبک زندگی طایفه و گرایش به زندگی شهری، باعث کم‌شدن پرورش این اسب شده است. با این حال، برخی کوشش‌ها برای حفظ این نژاد از سوی گروه‌های محلی و پژوهشگران در حال انجام است.

## مسابقات اسب دره‌شوری
مسابقات اسب دره‌شوری بخشی از مسابقات سنتی و فرهنگی مناطق جنوبی ایران، به‌ویژه در استان‌های فارس، کهگیلویه و بویراحمد، و بوشهر هستند. این مسابقات معمولاً توسط طوایف قشقایی و دره‌شوری برگزار می‌شود و محلی برای نمایش توانایی‌های سوارکاران و اسب‌های این نژاد می‌باشد.

### انواع مسابقات
- **مسابقات اسب‌دوانی:** این مسابقات معمولاً در زمین‌های باز و دشت‌ها برگزار می‌شود و اسب‌های دره‌شوری با سرعت بالا در مسیری مشخص رقابت می‌کنند.
- **مسابقات مهارت‌های سوارکاری:** این مسابقات شامل مهارت‌های ویژه سوارکاران در انجام حرکات دشوار بر روی اسب‌ها مانند پرش از موانع و مهارت‌های چوگان می‌باشد.
- **مسابقات نمایش:** در این بخش، سوارکاران و اسب‌ها برای نشان دادن زیبایی و مهارت‌های هماهنگ خود در برابر تماشاگران به نمایش درمی‌آیند.

### جشنواره‌ها و رویدادهای فرهنگی
مسابقات اسب دره‌شوری نه تنها به‌عنوان یک رویداد ورزشی شناخته می‌شود، بلکه در بسیاری از جشنواره‌های بزرگ فرهنگی و اجتماعی برگزار می‌شود. جشنواره‌های عشایری در مناطقی چون دشت ارژن و مناطق قشقایی به‌طور منظم برگزار شده و افراد از سراسر کشور در آن شرکت می‌کنند. این جشنواره‌ها با هدف **حفظ سنت‌های سوارکاری**، **معرفی اسب دره‌شوری** و **ایجاد ارتباط فرهنگی میان طوایف** برگزار می‌شوند.

### تاریخچه مسابقات
ریشه مسابقات اسب دره‌شوری به سنت‌های کهن عشایری برمی‌گردد که در آن زمان، این مسابقات بخشی از آیین‌ها و مراسم‌های طایفه‌ای مانند جشن‌ها و عروسی‌ها بودند. در گذشته، این مسابقات نه تنها برای سرگرمی بلکه به‌عنوان یک آزمون قدرت و استقامت اسب‌ها نیز برگزار می‌شد.

### تاریخچه فرهنگی و اجتماعی
اسب دره‌شوری دارای جایگاه ویژه‌ای در میان طایفه دره‌شوری است. اسب‌های این طایفه از گذشته‌های دور برای حمل‌ونقل و انجام امور روزمره استفاده می‌شده‌اند. این اسب‌ها حتی در جنگ‌ها و دفاع از ایل و سرزمین نیز نقش داشته‌اند. به نوشته محمد بهمن‌بیگی، نویسنده و بنیان‌گذار آموزش عشایری، اسب‌های دره‌شوری به‌عنوان نماد قدرت و هویت فرهنگی طایفه قشقایی شناخته می‌شده‌اند.

### مکان‌های اصلی برگزاری مسابقات
مسابقات اسب دره‌شوری در مکان‌های مختلفی برگزار می‌شود که از مهم‌ترین آنها می‌توان به:
- **دشت ارژن** (شیراز)
- **دشت دره‌شور** (سمیرم)
- **مناطق عشایری کهگیلویه و بویراحمد** (مانند منطقه بهمئی)
اشاره کرد. این مناطق به‌دلیل طبیعت بکر و مناسب برای سوارکاری، هرساله میزبان این مسابقات هستند.

### ابعاد اقتصادی و اجتماعی
مسابقات اسب دره‌شوری تأثیرات فرهنگی و اقتصادی زیادی بر روی جامعه عشایری دارد. این مسابقات فرصت‌هایی برای نمایش توانمندی‌های فرهنگی، هنری و اقتصادی طایفه قشقایی فراهم می‌آورد. در کنار این، پرورش اسب دره‌شوری یک منبع درآمد برای خانواده‌های عشایری است و موجب رونق صنایع وابسته مانند ساخت تجهیزات سوارکاری و حتی جذب گردشگر می‌شود.